# Maria Barucka
Maria Teresa Barucka (* 14. September 1939 in Częstochowa) ist eine polnische Politikerin (ZChN, BBWR). Sie war von 1991 bis 1993 Mitglied des Sejm in der I. Wahlperiode.

## Leben und Beruf
Maria Barucka, die aus einer Arbeiterfamilie stammt, besuchte nach der allgemeinen Schule zunächst die Fachschule für Kindergärtnerinnen in Częstochowa. 1957 legte sie am Lyzeum für Berufstätige ihr Abitur ab. Anschließend studierte sie an der Technischen Universität Częstochowa und der Abendhochschule für Marxismus-Leninismus der Polnischen Vereinigten Arbeiterpartei. 1970 schloss sie ihr Pädagogikstudium an der Maria-Curie-Skłodowska-Universität in Lublin ab. Nach dem Studienabschluss arbeitete sie als Lehrerin in Częstochowa. Sie war Mitbegründerin des katholischen Laienbundes.

## Politik
Barucka wurde 1980 Mitglied der unabhängigen Gewerkschaft Solidarność. Nach der politischen Absetzung des kommunistischen Regimes wurde sie bei der ersten völlig freien Parlamentswahl 1991 auf der Liste Wyborcza Akcja Katolicka für die Zjednoczenie Chrześcijańsko-Narodowe in den Sejm gewählt. Bei der Parlamentswahl 1993 engagierte sie sich für den Bezpartyjny Blok Wspierania Reform, eine Partei zur Unterstützung des Staatspräsidenten Lech Wałęsa. Diese Partei konnte jedoch in Baruckas Wahlkreis Częstochowa kein Mandat erringen. Danach zog sie sich aus der Politik zurück.